# Oxidant

Símbol de risc químic de la Unió Europea per agents oxidants.

Un agent rovellant és un compost químic que rovella a en reaccions electroquímiques o redox. Un agent oxidant es pot definir com una substància que treu electrons d'una altra en una reacció química d'oxidació-reducció. L'agent oxidant es "redueix" prenent electrons cap dins seu i el reactant s'"oxida" perdent els seus electrons. Per tant, l'agent oxidant és un acceptor d'electrons que és una entitat química que accepta electrons transferits d'un altre compost.
L'oxigen és el primer exemple d'un agent oxidant, però només és un entre els molts que hi ha.
En aquestes reaccions, el compost oxidant es redueix.
Bàsicament:
- L'oxidant es redueix
- El reductor s'oxida
- Tots els components de la reacció tenen un nombre d'oxidació
- En aquestes reaccions es dona un intercanvi d'electrons

## Acceptor terminal d'electrons
En biologia, un acceptor terminal d'electrons (terminal electron acceptor) és un compost que rep o accepta un electró durant la respiració cel·lular o fotosíntesi. Tots els organismes obtenen energia transferint electrons des d'un donador d'electrons a un acceptador d'electrons. Durant aquest procés, la cadena de transport d'electrons, l'acceptor d'electrons es redueix i el donador d'electrons s'oxida.

## Exemple de reacció redox
La formació de l'òxid de ferro és una clàssica reacció redox:
{\displaystyle 4Fe(s)+3O_{2}(g)\to 2Fe_{2}O_{3}(s)}
En l'equació anterior, el ferro (Fe) té un nombre d'oxidació 0 i en finalitzar la reacció el seu nombre d'oxidació és 3. L'oxigen comença amb un nombre d'oxidació 0 i al final el seu nombre d'oxidació és de -2. Les reaccions anteriors es poden entendre com dues semireaccions simultànies:
1. Semireacció d'oxidació: {\displaystyle 4Fe(s)\to 2Fe_{2}O_{3}(s)+12e^{-}}
2. Semireacció de reducció: {\displaystyle 3O_{2}(g)+12e^{-}\to 2Fe_{2}O_{3}(s)}

El ferro (II) s'ha oxidat a causa del fet que el seu nombre d'oxidació s'ha incrementat i actua com a agent reductor, transferint electrons a l'oxigen, el qual disminueix el seu nombre d'oxidació (es redueix) acceptant els electrons del ferro.